# Miekkailija
Miekkailija (em estoniano:  Vehkleja)é um filme de drama finlandês de 2015 dirigido e escrito por Klaus Härö. Foi selecionado como representante da Finlândia à edição do Oscar 2016, organizada pela Academia de Artes e Ciências Cinematográficas.

## Elenco
- Märt Avandi – Endel
- Ursula Ratasepp – Kadri
- Hendrik Toompere
- Liisa Koppel – Marta
- Joonas Koff – Jaan
- Lembit Ulfsak – avô de Jaan
- Piret Kalda – mãe de Jaan
- Egert Kadastu – Toomas
- Ann-Lisett Rebane – Lea
- Elbe Reiter – Tiiu